# دوست محمد خان
دست محمد خان بركزاي (1793 - 1863 م) هو أمير أفغانستان، وهو المؤسس الأول للإمارة في السلالة الباركزائية
كان وزير في الدولة الدرانية وصل إلى كرسي الإمارة سنة 1826 م. حارب البريطانيين في حرب الأفغان الأولى (1839 - 1842 م)، وهزم و فرّ إلى الهند، ثم عاد إلى بلاده، واسترجع عرشه بممالأة البريطانيين إن لم يكن بعونهم، ووصل إلى اتفاق معهم 1855 م.